# Gai Valeri Flac (sacerdot)
Gai Valeri Flac (en llatí Caius Valerius P. F. L. N. Flaccus) va ser un magistrat romà del segle iii aC. Formava part de la gens Valèria, una antiga gens romana d'origen sabí, i portava el cognomen de Flac.
En contra de la seva voluntat, va ser nomenat flamen dialis l'any 209 aC pel pontífex màxim Publi Licini Cras. Era un jove de caràcter dissolut i per això era marginat per la seva família. Però el nomenament de flamen va canviar la seva conducta i va dedicar-se plenament a l'exercici de les seves funcions, respectant i fent respectar la religió de tal manera que va ser admès al senat. L'any 199 aC va ser escollit edil curul, però no va poder prendre possessió del càrrec, ja que era flamen dialis i el va substituir el seu germà Luci Valeri Flac que en aquell moment era pretor.